# Jonel Noriega
Jonel Noriega (Lima, Perú; 25 de diciembre de 1968) es un exfutbolista peruano. Desempeñó como mediocampista en la volante de contención en diversos clubes. Es hermano de Eduardo Noriega preparador físico en el Club Sporting Cristal.

## Trayectoria
Se formó en las inferiores del Club Atlético Chalaco para luego alternar en el primer equipo en la segunda division. Posteriormente llegó al Club Deportivo Tintaya del Cusco y al Club Deportivo Alipio Ponce Vásquez de la ciudad de Mazamari, provincia de Satipo, departamento de Junín.
Luego de su retiro trabajó en menores de diversos clubes y en la sub-20, como la Academia Deportiva Cantolao, Asociación Deportiva San Agustín, Universitario de Deportes y el Club Deportivo U América.
Actualmente es entrenador con licencia de la federación peruana de fútbol.

## Clubes
| Club                                | País | Temporada |
| ----------------------------------- | ---- | --------- |
| Club Atlético Chalaco               | Perú | 1985-1988 |
| Club Deportivo Tintaya              | Perú | 1989      |
| Club Deportivo Alipio Ponce Vásquez | Perú | 1990      |
| Club Villa Rica                     | Perú | 1991      |
| Club Oxapampa                       | Perú | 1992      |
| Rosella Remar FC                    | Perú | 1993-1994 |

- Datos: Q108684091